# Boris Rhein

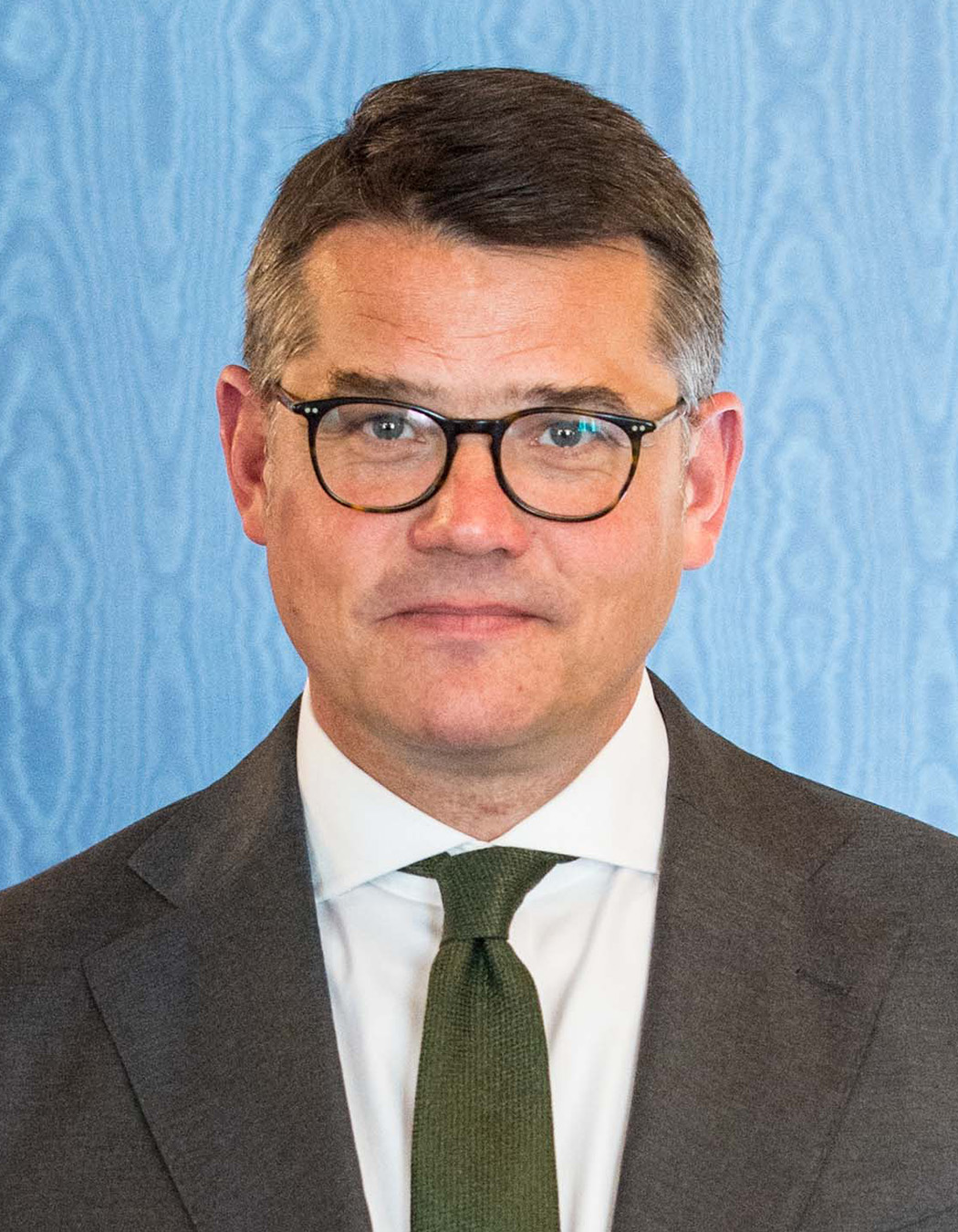
Boris Rhein (2019)

Boris Rhein (* 2. Januar 1972 in Frankfurt am Main) ist ein deutscher Politiker (CDU). Er ist seit dem 31. Mai 2022 Hessischer Ministerpräsident und seit dem 2. Juli 2022 Vorsitzender der CDU Hessen.
Zuvor war er vom 31. August 2010 bis zum 18. Januar 2014 Hessischer Minister des Innern und für Sport und bis unmittelbar davor ab dem 5. Februar 2009 als Staatssekretär im gleichen Ministerium, bis zum 18. Januar 2019 Hessischer Minister für Wissenschaft und Kunst und anschließend bis zu seiner Wahl zum hessischen Ministerpräsident am 31. Mai 2022 Präsident des Hessischen Landtages. Außerdem war er Spitzenkandidat der CDU bei der Landtagswahl in Hessen 2023.

## Leben

### Ausbildung und Beruf
Rhein wurde als Sohn des früheren Frankfurter Schuldezernenten Peter Rhein geboren. Nach dem Abitur am humanistischen Lessing-Gymnasium in Frankfurt im Jahr 1991 studierte er Rechtswissenschaft an der Johann Wolfgang Goethe-Universität Frankfurt am Main. Er schloss dieses Studium im Jahr 1997 mit dem Ersten Staatsexamen ab.
Nach dem Ableisten des Zivildienstes als Betreuer in einem Wohnheim für Schwerbehinderte (Praunheimer Werkstätten, 1997–1998) folgte im Jahr 2000 das zweite Staatsexamen. Von 2000 bis zu seiner Berufung zum Minister war Rhein als Rechtsanwalt tätig.
Von 2006 bis 2007 war er hauptamtlicher Dezernent für das Feuerwehrwesen, Personal, Recht, Stadtpolizei und Ordnung der Stadt Frankfurt am Main, seit 1. November 2007 Stadtrat und Dezernent für Recht, Wirtschaft und Personal (siehe auch: Politik in Frankfurt am Main).

### Parteilaufbahn
Rhein war seit 1990 in der Jungen Union aktiv. Er war von 1996 bis 2002 Kreisvorsitzender der JU Frankfurt und Mitglied des Landesvorstandes, mit der Vollendung des 35. Lebensjahres endete altersbedingt seine Mitgliedschaft. Während dieser Zeit sorgte eine Aussage Rheins für Kritik, das Vorstandsmitglied Michel Friedman sei eine „Belastung für die Frankfurter CDU“, da sich Friedman zuvor kritisch zum rechten Parteiflügel geäußert hatte. Rhein forderte ihn zudem indirekt zum Parteiaustritt und zum Verlassen der Stadt Frankfurt auf. SPD und Grüne missbilligten die Aussage als „skandalöse Entgleisung“. Alice Brauner bewertete die Vorgänge dahingehend, dass Rhein Friedman aus der Partei ausgeschlossen haben wollte, da er „nicht in eine Partei passe, in der als erster Buchstabe ein C für christlich steht“. Friedman entstammt einer Familie polnischer Holocaust-Überlebender.
Rhein ist Mitglied der CDU, dort ist er seit 2006 Mitglied im Kreisvorstand Frankfurt, von 2008 bis 2012 war er Vorsitzender des CDU-Kreisverbandes Frankfurt am Main. Rhein ist Mitglied der Mittelstands- und Wirtschaftsunion (MIT) der CDU und war deren Kreisvorsitzender, in Frankfurt. Bis heute ist er Mitglied des Kreisvorstandes.
Anfang Juli 2022 wurde er zum Landesvorsitzenden der CDU Hessen gewählt.

### Abgeordnetentätigkeit
Von 1999 bis 2006 war Rhein erstmals Mitglied des Hessischen Landtages. Er wurde im Wahlkreis Frankfurt am Main III gewählt. Er war Mitglied des Innenausschusses, des Rechtsausschusses, des Verfassungsausschusses, der G10-Kommission (Telefonüberwachung), der G13 Kommission (Wohnraumüberwachung) und des Richterwahlausschusses des Landtages. 2003 bis 2006 war er Vorsitzender des Rechtsausschusses.
Nach der Landtagswahl in Hessen 2013 kehrte er am 18. Januar 2014 – nun für den Wahlkreis Frankfurt am Main VI – in das hessische Landesparlament zurück. 2018 und 2023 errang er erneut das Direktmandat im Wahlkreis. Bei der konstituierenden Sitzung nach der Landtagswahl in Hessen 2018 am 18. Januar 2019 wurde er einstimmig zum neuen hessischen Landtagspräsidenten gewählt. Dieses Amt hatte er bis zu seiner Wahl zum Ministerpräsidenten im Mai 2022 inne.

### Öffentliche Ämter
Nach der vorgezogenen Landtagswahl in Hessen 2009 wurde Rhein am 5. Februar 2009 zum Staatssekretär im von Volker Bouffier geführten Hessischen Ministerium des Inneren und für Sport ernannt (Kabinett Koch III). Als dieser am 31. August 2010 Roland Kochs Nachfolge als hessischer Ministerpräsident antrat, stieg Rhein selbst zum Innenminister im Kabinett Bouffier I auf. Im Jahr 2011 war Rhein Vorsitzender der Innenministerkonferenz.

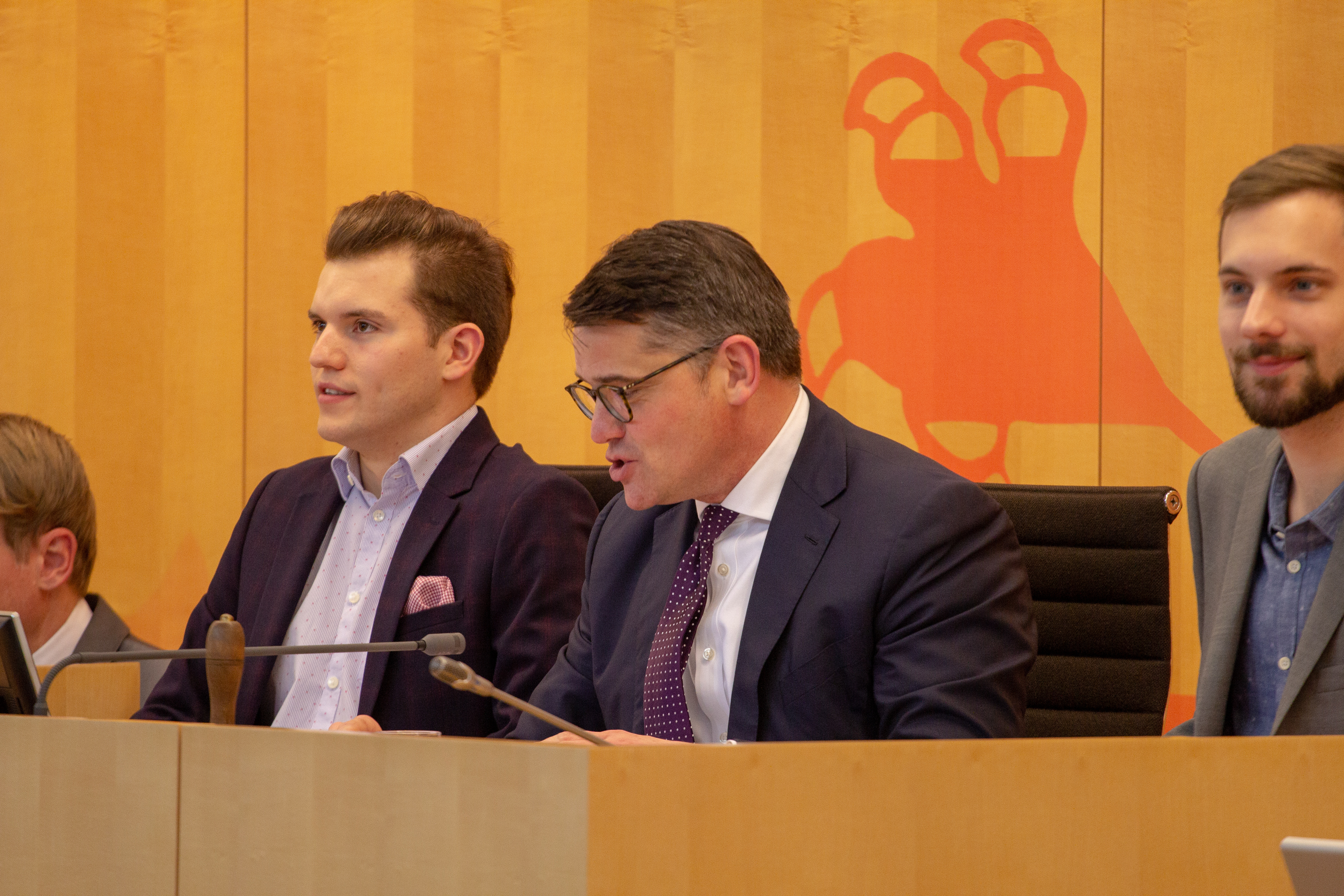
Boris Rhein als hessischer Landtagspräsident (2019)

Am 18. Januar 2014 wurde er im neuen Kabinett Bouffier II zum hessischen Minister für Wissenschaft und Kunst ernannt. Am 18. Januar 2019 schied er aus der Landesregierung aus und wurde zum hessischen Landtagspräsident gewählt.
Nachdem Volker Bouffier im Februar 2022 seinen Rücktritt als Ministerpräsident zum 31. Mai angekündigt hatte, wurde Rhein von der CDU Hessen als dessen Nachfolger vorgeschlagen. Der Hessische Landtag wählte Rhein am 31. Mai 2022 mit 74 von 137 Stimmen zum Ministerpräsidenten. Er bildete das Kabinett Rhein I. Im Amt des Landtagspräsidenten folgte ihm Astrid Wallmann nach.
Vom 1. Oktober 2023 bis zum 30. September 2024 war er turnusgemäß Vorsitzender der Ministerpräsidentenkonferenz (MPK).
Am 8. Oktober 2023 fand turnusgemäß die Landtagswahl in Hessen statt. Die CDU wurde stärkste Partei (34,6 %), die AfD zweitstärkste (18,4 %), die SPD drittstärkste (15,1 %). Die Grünen erhielten 14,8 %. Am 10. November 2023 teilte die CDU Hessen mit, ihr Regierungsbündnis mit den Grünen zu beenden und mit der bislang oppositionellen SPD eine Koalition anzustreben. Am 18. Januar 2024 wurde Rhein vom Landtag als Ministerpräsident wiedergewählt und bildete das Kabinett Rhein II.

### Auffällige Postenvergaben als Minister
Kurz vor der Landtagswahl 2013 hatte Boris Rhein als Innenminister seinen Sprecher Mark Kohlbecher zum Ministerialrat (Besoldungsgruppe A 16) verbeamtet. Kohlbecher wechselte nach der Landtagswahl 2013 mit Boris Rhein als Ministeriumssprecher ins Ministerium für Wissenschaft und Kunst.
Vor der Landtagswahl 2018 hatte Boris Rhein als Minister für Wissenschaft und Kunst noch der Leiterin seines Ministerbüros Karin Müller die Funktion der Leitung der Zentralabteilung übertragen, verbunden mit der Stellvertretung des Staatssekretärs. Eine zugleich beabsichtigte Beförderung von einem Amt der Besoldungsgruppe B 3 nach B 6 konnte, auch bedingt durch Kritik von Kabinettskollegen, nicht durchgeführt werden.
Ebenfalls vor der Landtagswahl 2018 wurde Rheins Parteifreund Ulf Homeyer zum Leiter des Ministerbüros im Ministerium für Wissenschaft und Kunst befördert. Der Versuch, Ulf Homeyer zwei Gehaltsstufen höher einzugruppieren, scheiterte, bedingt durch fehlende Qualifikationsnachweise, am Verwaltungsgericht Wiesbaden. Nach der Landtagswahl 2018 wechselte Ulf Homeyer jeweils als Büroleiter mit Boris Rhein in die neuen Ämter.

### Kandidatur als Oberbürgermeister
Am 1. November 2011 gab die damalige Oberbürgermeisterin Frankfurts, Petra Roth, ihren Rückzug vom Amt bekannt und schlug Rhein als Nachfolger vor. Die vorzeitige Wahl fand am 11. März 2012 statt. Boris Rhein führte nach Umfragen vor seinen Konkurrenten Peter Feldmann von der SPD und Rosemarie Heilig von den Grünen und erreichte im ersten Wahlgang mit 39,1 Prozent der Stimmen das beste Ergebnis aller Kandidaten. In der Stichwahl am 25. März 2012 unterlag er klar Feldmann, der 57,4 Prozent der abgegebenen Stimmen erhielt, gegenüber 42,6 Prozent für Rhein. Die Wahlbeteiligung lag bei 35,1 Prozent.

### Privates
Rhein ist römisch-katholisch und bezeichnet sich als „praktizierender Katholik“. Er ist seit 1995 verheiratet und hat zwei Söhne. Seine Frau Tanja Raab-Rhein, die am selben Tag wie ihr Mann geboren ist, arbeitet als Vorsitzende Richterin am Landgericht Frankfurt am Main. Sie leben im Frankfurter Ortsteil Nieder-Eschbach.

## Politische Positionen

### Organisierte Kriminalität (Hells Angels)
Nachdem ihm vorgeworfen worden war, in unzulässiger Weise in Kontakt mit den Hells Angels zu stehen, erließ Rhein im September 2011 ein Verbot gegen zwei Hells-Angels-Vereine. Rhein wies einen Zusammenhang zwischen den Vorwürfen gegen seine Person und dem Verbot der Organisationen zurück.

### Verschärfung des Strafgesetzbuches
Rhein vertrat die Forderung einer weiteren Verschärfung des Strafgesetzbuches (StGB), um Gewalttaten gegen Polizei und andere Amtsträger als Repräsentanten des Staates besonders zu ahnden. Aus seiner Sicht hatte die Verschärfung des § 113 StGB (Widerstand gegen Vollstreckungsbeamte) 2011 keine ausreichende Wirkung erzielt. Rhein fasste seine Vorstellungen unter dem Stichwort „Schutzparagraf für Schutzleute“ zusammen.
2017 kam es zu einer erneuten Verschärfung des StGB (u. a. Einführung des § 114: Tätlicher Angriff auf Vollstreckungsbeamte).

### Vorratsdatenspeicherung
Rhein ist ein Befürworter der Vorratsdatenspeicherung. Im Mai 2013 erklärte Rhein in diesem Zusammenhang, bei dem umstrittenen Verfahren gehe es eben nicht nur um Terrorismus, sondern auch um den Kampf gegen Pädophile im Internet. Er schilderte hierbei das Vorgehen von Tätern, die versuchen, in Chats das Vertrauen von Kindern zu erschleichen und sie zu sexuellen Handlungen zu bewegen (Cyber-Grooming), als Beispiel. Rhein erklärte in diesem Zusammenhang, die Ermittler dürften die zurückliegende Kommunikation dieser „hochgefährlichen Art von Tätern“ nicht verwenden, und vertrat die Auffassung „Eine Mindestspeicherfrist brauchen wir dringend.“
 Konkrete Zahlen, die eine nachweisbare Effektivität von Vorratsdatenspeicherung bei Verbrechensbekämpfung belegen würden, nannte er nicht. Rhein erklärte, er werde in der Innenministerkonferenz Bundesinnenminister Hans-Peter Friedrich (CSU) „den Rücken stärken“, um die Speicherung gegen Bundesjustizministerin Sabine Leutheusser-Schnarrenberger (FDP) durchzusetzen.

### Islamistischer Radikalismus
Mitte Mai 2013 forderte Rhein, dass islamistische Hassprediger in Zukunft abgeschoben werden können. Er erklärte: „Wer in Deutschland zur Gewalt aufruft, den können wir nicht dulden.“ Rhein forderte, dass auch derjenige das Land verlassen müsse, der bei religiöser Zielsetzung zur Gewalt aufrufe oder damit drohe. Bisher sei im Aufenthaltsgesetz nur von „politischen Zielen“ die Rede. In diesem Zusammenhang verwies Rhein auf islamistische Kämpfer, die aus Krisengebieten wie Syrien nach Deutschland zurückkehren.

### Waffenlieferungen an Israel
Rhein exponiert sich auch zu brisanten außenpolitischen Fragen. So kritisierte er als erster ranghoher CDU-Politiker im Sommer 2025 öffentlich die Entscheidung von Bundeskanzler Merz (CDU), deutsche Waffenlieferungen an Israel einzuschränken und dem Land keine Waffen mehr zu liefern, die im Gazastreifen eingesetzt werden können. Die Kanzlerentscheidung war eine Reaktion auf den Beschluss des israelischen Sicherheitskabinetts, den Gazastreifen entgegen dem auch von Deutschland unterstützten Wunsch nach einem Waffenstillstand vollständig zu besetzen und den Gazakrieg militärisch weiterzuführen. Rhein betonte ganz im Sinne der israelischen Führung, die Terrororganisation Hamas sei „nur im Kampf und nicht am Konferenztisch“ zu besiegen. Damit stellte er sich sowohl gegen die innerisraelische Kritik unter anderem seitens der Armeeführung am Kurs des israelischen Ministerpräsidenten Benjamin Netanjahu als auch gegen die breiten internationalen Forderungen nach einem sofortigen Waffenstillstand im Gazastreifen, um die israelischen Geiseln freizubekommen und die humanitäre Versorgung der Bevölkerung zu verbessern.

## Ehrungen und Auszeichnungen
- 2022: Großkreuz des Ordens de Isabel la Católica